# LITMUS (曲)
「LITMUS」（リトマス）は、日本のポップ・ロック・バンドである緑黄色社会の楽曲。2021年8月25日にSony Music Labelsの社内レーベルEpic Records Japanより4枚目のシングルとして発売され、カップリング曲として「アーユーレディー」と「これからのこと、それからのこと」が収録された。楽曲は、テレビ朝日系木曜ドラマ『緊急取調室』の主題歌として書き下ろされた楽曲で、主題歌のオファーを受けてから完パケまでの2週間で制作された。
シングル『LITMUS』は、オリコン週間シングルランキングで最高位16位を記録。Billboard Japan Hot 100では最高位44位を記録した。

## 背景・リリース
2021年7月4日、同月8日に放送開始となるテレビ朝日系木曜ドラマ『緊急取調室』主題歌に「LITMUS」が決定したことを発表。同時に2021年8月25日にSony Music Labelsの社内レーベルEpic Records Japanからシングル『LITMUS』が4枚目のシングルとして発売されることも発表された。
シングルは、初回生産限定盤と通常盤の2形態での発売で、初回限定盤には2021年に開催された「SINGALONG tour -last piece-」のライブ映像を収録したBlu-rayが付属。
シングルのジャケットビジュアルは、「リトマスの紙」をコンセプトとして長屋を「普段見慣れない視点」から撮影した写真によるデザインとなっている。
シングルの発売に先駆け、8月13日に「LITMUS」の先行配信が開始された。

## 制作
「LITMUS」は、テレビ朝日系木曜ドラマ『緊急取調室』主題歌で、同作のために書き下ろされた。作詞は小林壱誓、作曲は小林と穴見真吾の共作。楽曲について秘密が掘り起こされる前に、暴かれる前に明かすことができるならどれほど楽か。想えば想うほど固く塞がれていくことが意味するのは、他愛なのか自愛なのか。葛藤の末に導かれる答えは本心なのか偽心なのか。そのことを今一度問うことができたときに、初めて本懐を遂げることができる楽曲ですと説明している。
本作の歌詞とメロディは同時に出来ており、それを穴見とともに精査し提案を受けてから、歌詞を書き直すというかたちで作られた。デモ音源を聴いた長屋はふたり（小林、穴見）の感じもあるんですけど、“今まで聴いたことがないな。でも、かけ離れすぎてないな”と思いました。緑黄色社会の楽曲としてすぐに想像できたし、新鮮さと“らしさ”が両方あってと振り返っている。
制作はドラマの主題歌のオファーが来て始められたが、完パケまで2週間しかない中で行われており、小林はスケジュールの中で“ここしかない”という日に曲を書いて、アレンジをして、それを身体に入れてレコーディングをして。かなり急ピッチな作業でしたと振り返っている。peppeは、演奏に際して「タッチの繊細さ」にこれまで以上に気をつけたとしており、制作のスパンが短かったので、曲を聴いて心を揺さぶられた部分、抉られた部分をどうやって音にするかだけを考えてと語っている。
ドラマ側からは「被疑者の目線で書いてほしい」というリクエストがあり、小林は僕は被疑者になったことがないけど、「一般の人間として共通する部分ってなんだろう」と考えたら、人に話せない秘密や恥ずかしいことがあるということかなと思って。そこから自分が直近で抱えてきた秘密を題材にして書きましたと説明している。楽曲について小林はドラマのテーマに沿って書いた曲ではあるんですけど、結果的にいい方向に進めたのかなと“緑黄色社会として、人間の深い部分まで表現したい”という気持ちもあって。かなり生々しい歌詞が書けたと思いますと語っている。
穴見は「今まででいちばん、“引き算”を頑張った」としており、これは僕なりの言い方なんですけど、“曲が届く飛距離を伸ばすためには、情報量が少ないほうがいい”と思うんです。詰め込めば詰め込むほど重くなって飛ばないんじゃないかなってと語っている。曲中ではベースはあまり動いておらず、ギターもシンプルなオクターブのフレーズが多くなっており、穴見は「作曲の時点から意識していた」と語っている。

### アーユーレディー
「アーユーレディー」は、イオンエンターテイメント配給映画『都会のトム&ソーヤ』の主題歌として書き下ろされた楽曲で、7月3日に配信限定シングルとして発売されていた。本作で初CD化となる。

### これからのこと、それからのこと
「これからのこと、それからのこと」は、資生堂「シーブリーズ」のCMソングとして書き下ろされた楽曲で、作詞作曲は長屋晴子が手がけた。『Skream!』は、楽曲について青春時代のきらめきを切り取った爽快感あふれるポップ・ナンバーと表現している。2021年9月1日に公開されたBillboard Japan Download Songsでは、最高位97位を記録した。
長屋は明るい曲を書くのは苦手なんですけど、“よし、書こう”と決めて作り始めて。結果、歌詞がひねくれてしまったという感じです（笑）と語っている。穴見によれば、まったく違うタイアップの曲の制作を行っていた時期に、長屋がなかなか曲が書けずに全然関係ない曲ができちゃったという感じで送ってきたのが本作であったとのことで、穴見はそのときの長屋の悔しさが伝わってきたし、“いいやん！”って思ったと回想している。
楽曲について長屋はサビの始まりにある失うものなんてもうないし」というフレーズにすべてを込められたんじゃないかというくらい（この考えを）大切にしていて、下に行ききったんなら上に行くしかないじゃないですか。そういった底力みたいなものを高校生は持っていると思うので、みんなには何も恐れることなくいろんなことに飛び込んでほしいと思ってこの曲をつくりましたと語っている。また、歌詞についてひと言で言えば“やけくそ感”かな（笑）。ピンチはチャンスじゃないけど、そういうときにこそ人間の魅力が発揮されるんじゃないかなってと語っている。
シーブリーズのプロジェクト「#シーブリーズど青春にやりたい100のこと」の一環で開催された、応募者から選ばれた1人の高校生に向けた特別ライブ「『1人の高校生に捧げる、ど青春スペシャルLIVE』 by SEA BREEZE」で演奏された。
2022年1月26日に発売された3枚目のフルアルバム『Actor』にも収録された。

## ミュージック・ビデオ
8月19日にYouTube上で「LITMUS」のミュージック・ビデオが公開された。監督は林響太朗。ミュージック・ビデオは「Shout Baby」以来となるメンバー全員が出演した作品となっており、ソロパートではリトマス紙をイメージした赤と青の空間で演奏する姿が映し出されている。なお、ミュージック・ビデオには、ライブでサポートドラマーを務めている比田井修も出演している。
2021年の「MTV VMAJ 2021」で最優秀ロックビデオ賞（Best Rock Video）を受賞した。

## 評価
『ROCKIN'ON JAPAN』の小松香里は、楽曲について影のある鍵盤を軸にしたメランコリックでドラマチックなサウンドと切迫感に満ちた長屋晴子のボーカルが強いとし、シングルについて歌もサウンドも歌詞もより巧みさと豊かさが増し、さらにリョクシャカをお茶の間に広げていくであろう強力なシングルと評している。
『Skream!』の吉羽さおりは、楽曲について明確な答えのない感情の澱のようなものと、純度の高い“想い”を、繊細なpeppeのピアノや長屋晴子の表情豊かなヴォーカルがじっくりと描く。それがシリアスでヘヴィなベクトルだけにならないのは、それぞれが曲を書く4人だからこその、各自の視点が反映されるからか。その息づかいが、聴き手に委ねる余白となって曲のスケールを大きくするとし、シングルについてカップリングを含め、バンドの豊かな時間を思わせるシングルと評している。

## シングル収録曲
| #         | タイトル                                          | 作詞      | 作曲              | 編曲                                | 時間  |
| --------- | ------------------------------------------------- | --------- | ----------------- | ----------------------------------- | ----- |
| 1.        | 「LITMUS」                                        | 小林壱誓  | 小林壱誓 穴見真吾 | Naoki Itai [ 19 ] 緑黄色社会 [ 19 ] | 4:14  |
| 2.        | 「アーユーレディー」                              | 小林壱誓  | 小林壱誓 穴見真吾 | 横山裕章 [ 7 ] 緑黄色社会 [ 7 ]     | 4:10  |
| 3.        | 「これからのこと、それからのこと」                | 長屋晴子  | 長屋晴子          | Naoki Itai 緑黄色社会               | 4:28  |
| 4.        | 「LITMUS (Instrumental)」                         |           |                   |                                     | 4:15  |
| 5.        | 「アーユーレディー (Instrumental)」               |           |                   |                                     | 4:08  |
| 6.        | 「これからのこと、それからのこと (Instrumental)」 |           |                   |                                     | 4:26  |
| 合計時間: | 合計時間:                                         | 合計時間: | 合計時間:         | 合計時間:                           | 25:41 |

| #   | タイトル            | 作詞 | 作曲・編曲 |
| --- | ------------------- | ---- | ---------- |
| 1.  | 「SINGALONG」       |      |            |
| 2.  | 「sabotage」        |      |            |
| 3.  | 「Mela!」           |      |            |
| 4.  | 「想い人」          |      |            |
| 5.  | 「inori」           |      |            |
| 6.  | 「Shout Baby」      |      |            |
| 7.  | 「スカーレット」    |      |            |
| 8.  | 「一歩」            |      |            |
| 9.  | 「愛のかたち」      |      |            |
| 10. | 「幸せ」            |      |            |
| 11. | 「Brand New World」 |      |            |
| 12. | 「あのころ見た光」  |      |            |
| 13. | 「冬の朝」          |      |            |
| 14. | 「Copy」            |      |            |
| 15. | 「LADYBUG」         |      |            |
| 16. | 「始まりの歌」      |      |            |
| 17. | 「Alice」           |      |            |
| 18. | 「Re」              |      |            |
| 19. | 「夏を生きる」      |      |            |

## クレジット
※出典
緑黄色社会
- 長屋晴子 – Vocal & Guitar
- 小林壱誓 – Guitars & Chorus
- peppe – Keyboards
- 穴見真吾 – Bass

外部ミュージシャン
- 比田井修 – Drums（M1, M3）
- 城戸紘志 – Drums（M2）
- Naoki Itai – Programming（M1, M3）
- 横山裕章 – Programming（M2）
- 西村奈央 – Additional Arrangement（M1, M3）

レコーディング・スタッフ
- 村上宣之 – Recording, Mixing
- 川島尚己 – Assistant Engineer
- 後藤真太郎 – Assistant Engineer
- Ted Jensen – Mastering

## チャート成績
「アーユーレディー」のチャート成績は、該当する項目を参照。
| チャート (2021年)           | 最高位 |
| --------------------------- | ------ |
| 日本 (Japan Hot 100)        | 44     |
| 日本 (オリコン)             | 16     |
| 日本 (オリコン合算シングル) | 37     |

| チャート (2021年)                      | 最高位 |
| -------------------------------------- | ------ |
| Japan Download Songs (Billboard JAPAN) | 97     |

## 発売日一覧
| 国/地域 | 発売日        | レーベル           | 規格       | 規格品番      | 備考           |
| ------- | ------------- | ------------------ | ---------- | ------------- | -------------- |
| 全国    | 2021年8月13日 | Epic Records Japan | 音楽配信   | ESXX02509B00Z | 先行配信       |
| 全国    | 2021年8月25日 | Epic Records Japan | 音楽配信   | ESCL05548B00Z |                |
| 日本    | 2021年8月25日 | Epic Records Japan | CD+Blu-ray | ESCL-5546/7   | 初回生産限定盤 |
| 日本    | 2021年8月25日 | Epic Records Japan | CD         | ESCL-5548     | 通常盤         |